# Hedyotis divaricata
Hedyotis divaricata är en måreväxtart som först beskrevs av Theodoric Valeton, och fick sitt nu gällande namn av Takahide Hosokawa. Hedyotis divaricata ingår i släktet Hedyotis och familjen måreväxter.

## Underarter
Arten delas in i följande underarter:
- H. d. capillothyrsa
- H. d. divaricata